# 皮克林海灘 (特拉華州)
皮克林海灘（英語：Pickering Beach）是位於美國特拉華州肯特縣的一個非建制地區。該地的面積和人口皆未知。

## 地理
皮克林海灘的座標為39°08′13″N 75°24′35″W / 39.13694°N 75.40972°W，而該地的平均海拔高度為2米（即7英尺）。